# Кестен (Німеччина)
Кестен (нім. Kesten) — громада в Німеччині, розташована в землі Рейнланд-Пфальц. Входить до складу району Бернкастель-Віттліх. Складова частина об'єднання громад Бернкастель-Кюс.
Площа — 3,80 км2. Населення становить 332 ос. (станом на 31 грудня 2020).

## Галерея

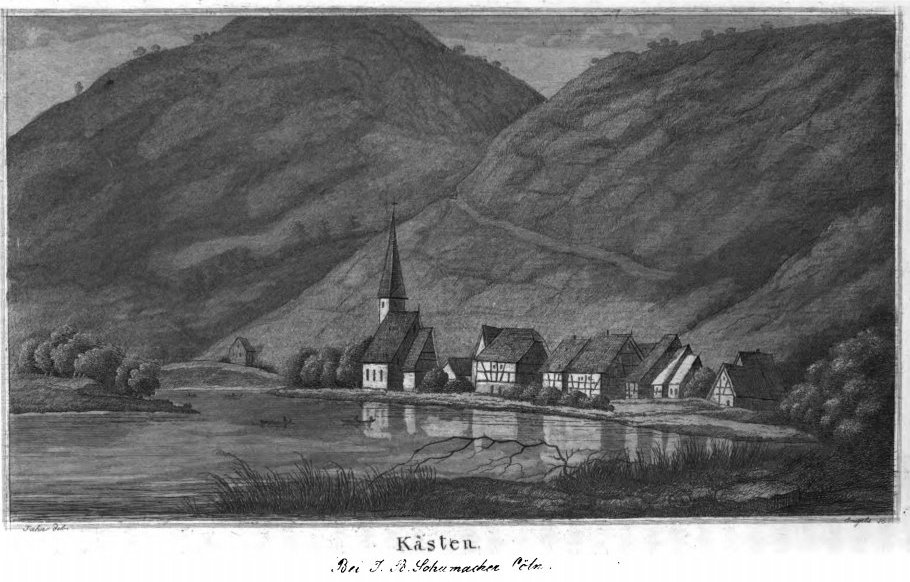
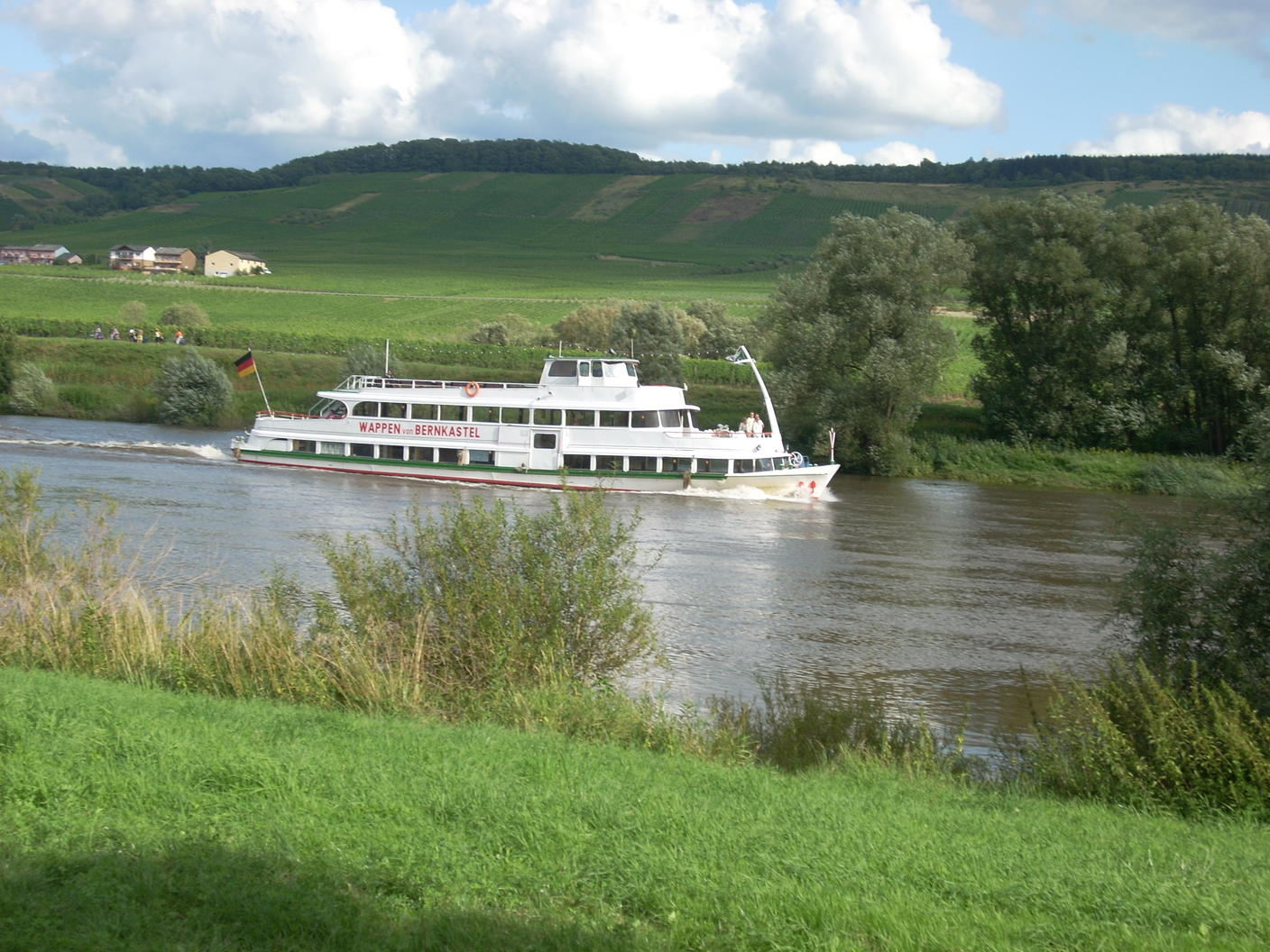
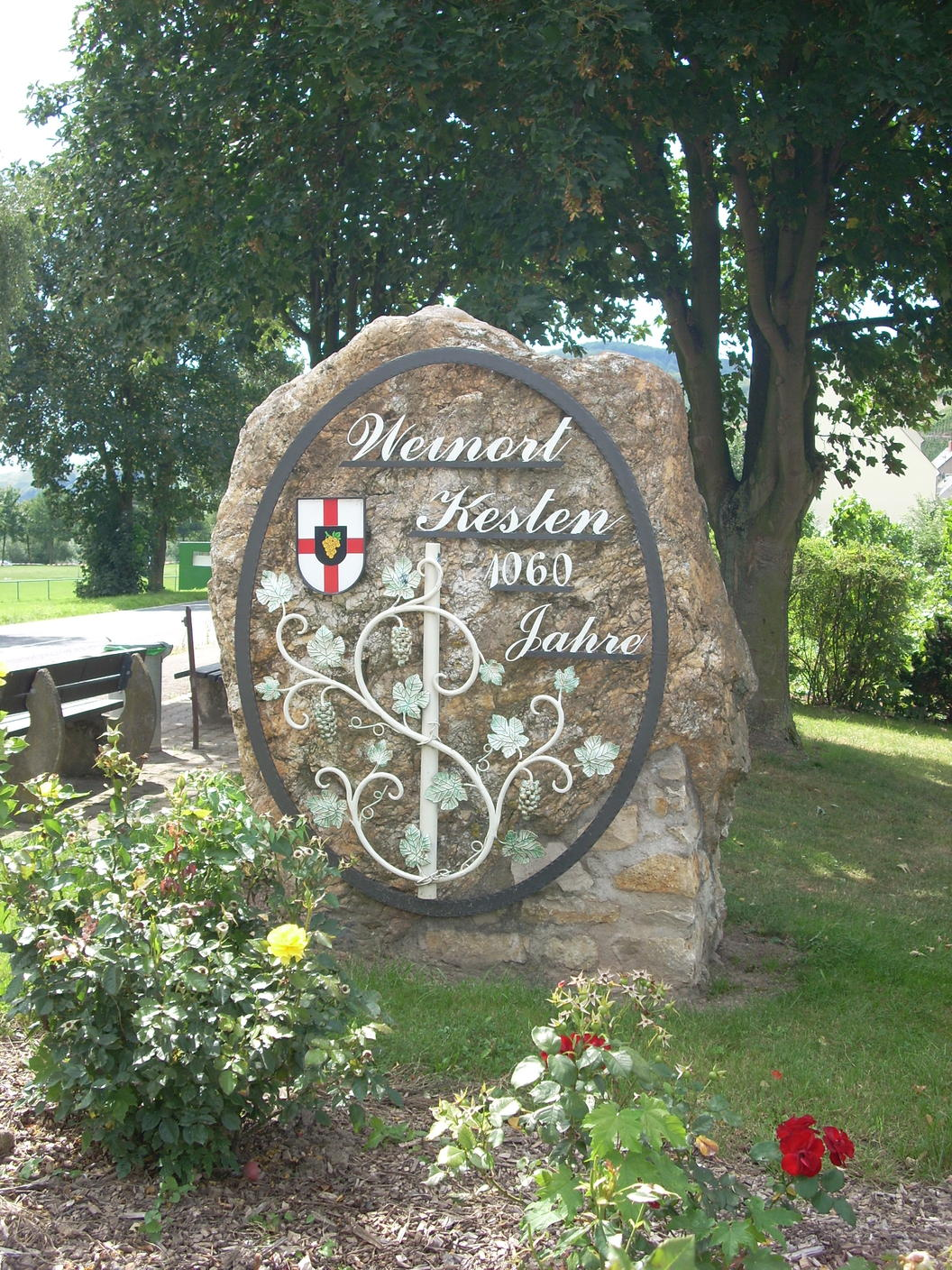